# 長沼村 (栃木県)
長沼村（ながぬまむら）は栃木県芳賀郡に属していた村である。

## 地理
現在の真岡市の南西部、旧二宮町の西部に位置する。
- 河川：鬼怒川

## 歴史
村名は、かつて存在した長沼荘に由来する。

### 村域の変遷
- 1889年（明治22年）4月1日 - 町村制施行により、太田村、堀込村、大道泉村、鷲巣村、西大島村、上江連村、古山村、青田村、砂ヶ原村、上谷貝村、谷貝新田、上大曽村が合併し芳賀郡長沼村が成立する。
- 1954年（昭和29年）5月3日 - 長沼村は久下田町、物部村とともに合併し二宮町が発足。長沼村は消滅。

変遷表
| 1868年 以前 | 1868年 以前 | 明治12年 | 明治22年 4月1日 | 昭和29年 5月3日 | 平成21年 3月23日 | 現在   |
| ----------- | ----------- | -------- | --------------- | --------------- | ---------------- | ------ |
|             | 上大曽村    | 上大曽村 | 長沼村          | 二宮町          | 真岡市 に編入    | 真岡市 |
|             | 堀込村      |          | 長沼村          | 二宮町          | 真岡市 に編入    | 真岡市 |
|             | 太田村      |          | 長沼村          | 二宮町          | 真岡市 に編入    | 真岡市 |
|             | 大道泉村    |          | 長沼村          | 二宮町          | 真岡市 に編入    | 真岡市 |
|             | 大島村      | 西大島村 | 長沼村          | 二宮町          | 真岡市 に編入    | 真岡市 |
|             | 上江連村    |          | 長沼村          | 二宮町          | 真岡市 に編入    | 真岡市 |
|             | 鷲巣村      |          | 長沼村          | 二宮町          | 真岡市 に編入    | 真岡市 |
|             | 古山村      |          | 長沼村          | 二宮町          | 真岡市 に編入    | 真岡市 |
|             | 青田村      |          | 長沼村          | 二宮町          | 真岡市 に編入    | 真岡市 |
|             | 砂ケ原村    |          | 長沼村          | 二宮町          | 真岡市 に編入    | 真岡市 |
|             | 上谷貝村    |          | 長沼村          | 二宮町          | 真岡市 に編入    | 真岡市 |
|             | 谷貝新田    |          | 長沼村          | 二宮町          | 真岡市 に編入    | 真岡市 |

## 大字
- 上大曽（かみおおぞ）
- 堀込（ほりごめ）
- 太田（おおた）
- 大道泉（だいどういずみ）
- 西大島（にしおおじま）
- 上江連（かみえづら）
- 鷲巣（わしのす）
- 古山（こやま）
- 青田（あおた）
- 砂ケ原（いさがら）
- 上谷貝（かみやがい）
- 谷貝新田（やがいしんでん）

## 人口・世帯

### 人口
総数 [単位： 人]
| 1891年（明治24年） | 3,593 |
| 1920年（大正 9年） | 4,506 |
| 1935年（昭和10年） | 4,780 |
| 1950年（昭和25年） | 5,691 |

### 世帯
総数 [単位： 世帯]
| 1920年（大正 9年） | 847 |
| 1935年（昭和10年） | 811 |
| 1950年（昭和25年） | 917 |